# Carennac
 Carennac  es una localidad y comuna francesa, en la región de Mediodía-Pirineos, departamento de Lot, en el distrito de Gourdon y cantón de Vayrac.
Su población en el censo de 1999 era de 373 habitantes.
Está integrada en la Communauté de communes du Pays du Haut Quercy Dordogne .
La población ha sido clasificada oficialmente entre las plus beaux villages de France (más bellas de Francia). En su municipio se encuentra el Priorato de San Pedro de Carennac, fundado en el siglo XI.

## Demografía
| 366 | 414 | 388 | 376 | 370 | 373 |
| Para los censos de 1962 a 1999 la población legal corresponde a la población sin duplicidades (Fuente: INSEE [Consultar]) |     |     |     |     |     |